# Lu-šan
Lu-šan (čínsky pchin-jinem Lúshān, znaky tradiční 廬山) je rozsáhlý národní park, který se nachází ve stejnojmenném pohoří v čínské provincii Ťiang-si. Nejvyšší vrchol dosahuje nadmořské výšky 1474 m. Lušanský park je zároveň národním geoparkem čtvrtohorního zalednění. 
V minulosti zde bylo centrum buddhistické a taoistické vzdělanosti. Bylo tu postaveno velké množství klášterů i chrámů, z nichž většina stojí dodnes a jsou unikátní ukázkou čínské kultury. Oblast se také stala vděčným námětem mnoha básní i krajinomaleb.
V roce 1996 se celý park Lu-šan stal součástí světového dědictví UNESCO.